# Helius perpallidus
Helius perpallidus är en tvåvingeart som beskrevs av Alexander 1942. Helius perpallidus ingår i släktet Helius och familjen småharkrankar. Inga underarter finns listade i Catalogue of Life.